# Sarandi (Cypr)
Sarandi (gr. Σαράντη) – wieś w Republice Cypryjskiej, w dystrykcie Nikozja. W 2011 roku liczyła 44 mieszkańców.